# Crew
Een crew is een ploeg, groep of team mensen die, vaak op projectbasis, werkzaam zijn met een gemeenschappelijke activiteit, meestal in een gestructureerde of hiërarchische organisatie. Een crew is verantwoordelijk voor een bepaald duidelijk afgebakend deel van werkzaamheden.
Onder meer de bemensing van een festival of discotheek wordt vaak 'crew' genoemd.